# Presbytère de La Couvertoirade
Le presbytère de La Couvertoirade est un presbytère situé en France sur la commune de La Couvertoirade, dans le département de l'Aveyron en région Midi-Pyrénées.
L'édifice fait l’objet d'un classement au titre des monuments historiques depuis le 26 mai 1945.

## Localisation
Le presbytère est situé sur la commune de La Couvertoirade, dans le département français de l'Aveyron.

## Historique
L'édifice est classé au titre des monuments historiques en 1945.